# مالكوم أرشيبالد ماكدونالد
مالكوم أرشيبالد ماكدونالد هو قاضي ومحامي وسياسي كندي، ولد في 1875، وتوفي في 1941.